# Roger Milliex
Roger Milliex, griechisch Ροζιέ Μιλλιέξ, auch Ροζέ Μιλιέξ, (* 4. Juli 1913 in Marseille; † 6. Juli 2006) war ein französischer Lehrer und Neogräzist.

## Leben und Wirken
Milliex, Sohn des Schlossers Jean Milliex und seiner Frau Marie, geborene Gellon, besuchte das Lycée Saint-Charles und das Lycée Thiers in Marseille und studierte anschließend Klassische Philologie und Philosophie an der Universität Aix-en-Provence und an der Sorbonne. Nach der agrégation erhielt er eine Stelle als Lehrkraft am Collège Albert-de-Mun in Nogent-sur-Marne (1935–1936).
1936 wechselte er als Lehrer für Französisch und Philosophie an das Institut français d’Athènes. Leiter des Instituts war zu dieser Zeit Octave Merlier. Die beiden setzten sich mit ganzer Kraft für die französisch-griechischen Kulturbeziehungen ein und förderten griechische Literaten und Künstler.
1940 wurde er von der französischen Armee in Beirut mobilisiert. Nach der französischen Niederlage kehrte er nach Athen zurück und unterstützte dort 1940/1941 die freien Franzosen. Mehrfach versteckte er Widerstandskämpfer im Gebäude des Institut français d’Athènes. Nach einem kurzen Aufenthalt in Frankreich schloss er sich 1942 dem Εθνικό Απελευθερωτικό Μέτωπο Ethnikó Apeleftherotikó Métopo, der Nationalen Befreiungsfront an. In dieser Zeit war er auch mit Rudolf Fahrner, dem Leiter des Deutschen Wissenschaftlichen Instituts in Athen, befreundet. Zusammen mit Merlier organisierte er Anfang 1945 die Flucht griechischer Intellektueller vor dem monarchistischen Regime auf dem Schiff Mataroa.
1941 wurde er zum Secrétaire général des Institut français d’Athènes ernannt, 1946 zum stellvertretenden Leiter. Zuvor war er jedoch von August 1945 bis Juni 1946 beurlaubt gewesen, weil die monarchistische Regierung seine Einreise ablehnte. 1948, im griechischen Bürgerkrieg, übersetzte er das Memorandum der Nationalen Befreiungsfront zur Vorlage bei den Vereinten Nationen.
1959 wurde er zum Kulturbeauftragten, 1960 zum Kulturattaché der Französischen Botschaft in Nikosia auf Zypern ernannt. Zugleich war er Gründungsdirektor des Centre culturel français de Nicosie (1960–1971). Von dort aus widersetzte er sich der Militärdiktatur (1967–1974) in Griechenland.
1971 übernahm er bis 1975 die Leitung des Centre culturel franco-italien Galliera in Genua, Italien. Im akademischen Jahr 1974–1975 war er Lehrbeauftragter für Neugriechisch an der Universität Genua. 1975, nach dem Fall der Militärdiktatur, kehrte er nach Griechenland zurück.
Während seines Ruhestandes betätigte er sich als Journalist der christlichen Linken für französische, griechische und zypriotische Zeitungen und engagierte sich in der politischen Vertretung der Auslandsfranzosen.
1982 wurde Milliex als korrespondierendes Mitglied in die Akademie von Athen aufgenommen, 1986 in die Akademie von Marseille und als Ehrenmitglied in die Gesellschaft griechischer Schriftsteller. Er war assoziiertes Mitglied der Académie du Var und gewählter Delegierter im Conseil supérieur des Français de l'étranger pour la Grèce, Chypre, Malte et la Turquie (1982–1985). Schließlich war er Mitglied der Association des amis de Nicos Kazantzakis und der Société d'études néo-helléniques.
Milliex heiratete 1939 Tatiana Gritsi (1920–2005), die eine bekannte griechische Schriftstellerin werden sollte. Sie hatten zwei Kinder (Jean-Michel und Magali).
Die Bibliothek von Roger Milliex und Tatiana Gritsi-Milliex wurde von der Bibliothek der Universität Zypern erworben.

## Auszeichnungen
- Offizier der Ehrenlegion
- Chevalier des Palmes académiques
- Großkomtur des Phönix-Ordens
- Silbermedaille der Akademie von Athen (1980)

## Schwerpunkte
Milliex veröffentlichte verschiedene Studien und Artikel zum Schicksal Griechenlands während des Zweiten Weltkriegs, an dem er im Widerstand aktiv teilnahm. Zudem verfasste er zahlreiche Artikel und Vorträge zur Sprache und Literatur Griechenlands und zu den franko-griechischen sowie franko-zyprischen Beziehungen.

## Schriften (Auswahl)
Schriftenverzeichnis
- Δαμιανός Π. Κοκκινίδης: Βιβλιογραφία Roger Milliex 1939–1999. Ελληνικό Λογοτεχνικό και Ιστορικό Αρχείο (Ε.Λ.Ι.Α.), Athen 2000.

Monographien
- A l'école du peuple grec (1940–1944). Ed. du Beffroi, Vichy 1946.
- Études franco-grecques. 1. Coray et la civilisation française = Ο Κοραής για το γαλλικό πολιτισμό. 2. Victor Hugo, constant ami de la Grèce  = Ο Βίκτωρ Ουγκώ, ένας σταθερός φίλος της Ελλάδος. Athen 1953 (Collection de l'Institut français d'Athènes, 77).
- Mistral et la Grèce. L'Astrado, Toulon 1972.
- Hommage à la Grèce 1940–1944. 1979.
  - Griechische Fassung: Φόρος τιμής στην Ελλάδα 1940–1944. 1980.
- Ημερολόγιο πολέμου και κατοχής στην Ελλάδα και άλλες μαρτυρίες. 1982.
- Ο Ταΰγετος και η σιωπή. Μετάφραση: Νικηφόρος Βρεττάκος. Εισαγωγή Γεωργία Κακούρου-Χρόνη. Δημόσια Κεντρική Βιβλιοθήκη Σπάρτης, Sparta 1998.

Reiseführer
- (Hrsg.) Chypre. Editions Nagel 1963. – Rez. von Charles Delvoye,  L'Antiquité Classique 33, 1964, S. 277–278, (online).

Artikel
- L'Institut français d'Athènes, fils spirituel de l'École française. In: Bulletin de correspondance hellénique 120, 1996, S. 69–82, (online).
- Les universitaires et intellectuels de Grèce au service de la Résistance. Conférence de M. Roger Milliex (7 novembre 1945). Union française universitaire, Paris 1945.